# Караомер
Караомер, Кара Омер или Негру Вода (на румънски: Negru Vodă) е град в окръг Кюстенджа, Северна Добруджа в Румъния. Отстои на 6 км от ГКПП Кардам. В непосредствена близост до града е ловното стопанство „Диана Калатис“.

## История
От 27 юни до 14 ноември 1917 г. издаваният в Бабадаг вестник „Добруджа“ издирва, съставя и публикува подробен поименен списък на отвлечените в Румъния добруджанци, разпространяван под името „Мартиролог на добруджанските първенци“. В тези списъци са запазени имената на 984 души, отвлечени от Кара Омур в Румънска Молдавия по време на Първата световна война.
Според запазените писмени свидетелства към 1929 година селището претърпява чувствително стопанско развитие, когато до него достига железопътната линия Добрич – Черна вода.
Името вероятно произлиза от легендарния Раду Негру (известен още като Негру Вода, „Черният Войвода“), основател и владетел на Влашко.

## Население през годините
- 1997: 5632
- 2000: 5529
- 2002: 5566